# Børge Saxil Nielsen
Børge Saxil Nielsen (21 de fevereiro de 1920 — 20 de março de 1977) foi ciclista dinamarquês, um dos atletas que representou a Dinamarca nos Jogos Olímpicos de 1948, em Londres, onde competiu na estrada individual e por equipes, não conseguindo completar em ambas as provas.